# لوئیس میگل ناواس
لوئیس میگل ناواس (اسپانیایی: Luis Miguel Navas‎؛ زادهٔ ۱ ژانویهٔ ۱۹۸۰) بازیکن بیسبال اهل کوبا است.